# Hinnkräftor
Hinnkräftor (Cladocera) är en ordning av små kräftdjur som vanligen kallas vattenloppor. Det finns omkring 620 kända arter hittills. De lever nästan överallt i inlandet där det finns vatten, men är sällsynta i haven. De flesta är mellan 0,2 och 6,0 mm långa, med ett ned-vänt huvud och en ryggsköld som täcker bröstkorgen och buken. Den har bara ett öga. De flesta arter förökar sig genom partenogenes, där asexuell förökning ibland kompletteras med sexuell förökning för att producera vilande ägg som gör att arten kan överleva svåra förhållanden och spridas till avlägsna livsmiljöer. 
De mest välkända hinnkräftorna är dafnierna, släktet Daphnia.